# 正義の旗手
正義の旗手（せいぎのきしゅ、Gonfaloniere di Giustizia）は、フィレンツェ共和国の行政長官。1293年1月18日、ジャーノ・デッラ・ベッラが発布した正義の法令（Ordinamenti di giustizia）によって制定された。「正義の旗手」はGonfaloniere di Giustizia（ゴンファロニエーレ・ディ・ジュスティッツア）の日本語直訳。ゴンファロニエーレは、もと一般的に中世ヨーロッパの軍旗・国旗の守護者を指し、のちに中世イタリアの都市国家における最高執政官の称号となった。
1502年11月1日 政体改革によってピエロ・ソデリーニが「終身正義の旗手」に就任。
1512年9月8日に、終身制から、元の1年任期に戻る。(ソデリーニが、メディチ家のフィレンツェ帰還により、フィレンツェから追放されたので)
1532年4月27日、アレッサンドロ・デ・メディチが終身フィレンツェ共和国統領に就任にともない廃止された。
フィレンツェ共和国の政治的最高指導者にあたる。
現在のアメリカ大統領制とは違い、人気のある人物であっても、再選して3期連続ということはない。ただし、数年開けて再選はある。
例をあげると、1434年・1438年・1445年とコジモ・デ・メディチは3回就任。ピッティ宮殿で有名な銀行家ルカ・ピッティも3回就任。中には、5回就任した者もいる。